# Dante Paolini
Dante Paolini (Giulianova, 11 settembre 1919 – Caracas, 23 aprile 2002) è stato un calciatore italiano, di ruolo attaccante.

## Carriera
Inizia a giocare nella squadra della sua città, il Giulianova, contribuendo in modo decisivo alla promozione in Serie C dei guliesi, e facendosi notare nelle file del Teramo, quando segna 20 gol in Serie C.
Lo ingaggia quindi il Venezia, che lo presta prima al Pescara poi al Pisa, con la cui maglia segna 10 gol in Serie B.
Dopo aver giocato il torneo di guerra con l'Imolese torna tra i lagunari, con i quali esordisce in Serie A. Nel frattempo ha arretrato il suo raggio d'azione venendo spesso schierato come terzino.
L'anno successivo passa al Brescia, dove resta per quattro stagioni. Nella prima di queste segna 7 gol in Serie A, senza riuscire ad evitare la retrocessione delle rondinelle.
Terminerà la carriera in Serie C al Cosenza.